# Corydalis prattii
Corydalis prattii är en vallmoväxtart som beskrevs av Adrien René Franchet. Corydalis prattii ingår i släktet nunneörter, och familjen vallmoväxter. Inga underarter finns listade i Catalogue of Life.